# Pałac w Gliśnie
Pałac w Gliśnie (niem. Schloss Gleissen) – zabytkowy pałac w zespole pałacowym we wsi Glisno (gmina Lubniewice).
Zespół obejmuje: pałac, oficynę, park, pawilon parkowy – sztuczną ruinę, mauzoleum.

## Historia
Glisno posiada metrykę średniowieczną i stanowiło własność kolejnych rodów rycerskich, a następnie w okresie nowożytnym rodu von Waldow, wywodzącego się z pobliskich Lubniewic.
Budowę tego pałacu rozpoczęto w 1793 na zlecenie ówczesnego właściciela dóbr gliśnieńskich prezydenta Kamery pruskiej Friedricha von Posera. Obok rezydencji wybudowano fabrykę ałunu i fabrykę jedwabiu.
W latach 20. XIX wieku założono tutaj kąpielisko lecznicze, jedyne w swoim rodzaju uzdrowisko w regionie, oparte na lokalnych złożach węgla brunatnego. Kolejnym właścicielem majątku był Israel Moses Henoch, który adaptował pałac na luksusowe kasyno z hotelem. Po kolejnych zmianach własnościowych, w posiadanie majątku wszedł Karl Otto von Wartenberg, który zrezygnował z prowadzenia uzdrowiska i skoncentrował się wyłącznie na prowadzeniu działalności rolnej. Z dóbr ziemskich utworzona została ordynacja, a w miejscu zabudowy uzdrowiskowej wybudowano założenie folwarczne.
W południowo-wschodniej części parku wystawiono mauzoleum rodzinne z herbami rodowymi we frontonie fasady. Przebudowano i rozbudowano również pałac, w którym spadkobiercy Karla Ottona von Wartenberga mieszkali do końca lat 20. XX wieku.
W 1945 majątek został znacjonalizowany i przekształcony w państwowe gospodarstwo rolne. Pałac do lat 60. XX wieku nie był użytkowany i znajdował się w złym stanie technicznym. W 1967 budynek został wydzierżawiony Kaliskiej Wytwórni Pluszu i Aksamitu na ośrodek kolonijny. W latach 1968–1972 przeprowadzono remont generalny i adaptacje wnętrz do nowej funkcji. W latach 70. XX wieku użytkownikiem pałacu była firma Rurotex.
W 1978 właścicielem obiektu został Wojewódzki Ośrodek Postępu Rolniczego w Lubniewicach.

## Architektura
Pałac
Pałac znajduje się w południowej części Glisna. Pałac został wzniesiony w 1793 w stylu późnego baroku. W swym obecnym kształcie jest to budowla założona na planie wydłużonego prostokąta na osi północny zachód – południowy wschód. Obiekt jest murowany z cegły na zaprawie wapiennej, o tynkowanych elewacjach. Architektonicznie jest to budowla parterowa, w części podpiwniczona, nakryta dachem mansardowym z lukarnami. Na osi pałacu zlokalizowana jest owalna sala nakryta kopułowo. Od frontu poprzedzona  schodami i kolumnowym portykiem, od strony ogrodu schodami i tarasem. W półkolistym  ryzalicie, nad wejściem tarasowym herb von Wartenberg. Obiekt był wielokrotnie przebudowywany i rozbudowywany oraz adaptowany do zmieniających się jego funkcji. Obiekt jest zwrócony elewacją frontową w kierunku północno-wschodnim.
Mauzoleum
Po południowej stronie pałacu jest park w typie krajobrazowym o powierzchni około 28 ha. W parku, na osi widokowej od elewacji parkowej pałacu, są malownicze sztuczne ruiny określone jako ruiny mauzoleum rodu von der Marwitz. W głębi parku znajduje się niewielkie mauzoleum rodu von Wartenberg. Nad ostrołukowym wejściem do mauzoleum w medalionie herby rodzin: von Wartenberg (po lewej) i von Kalckreuth (po prawej).

## Galeria

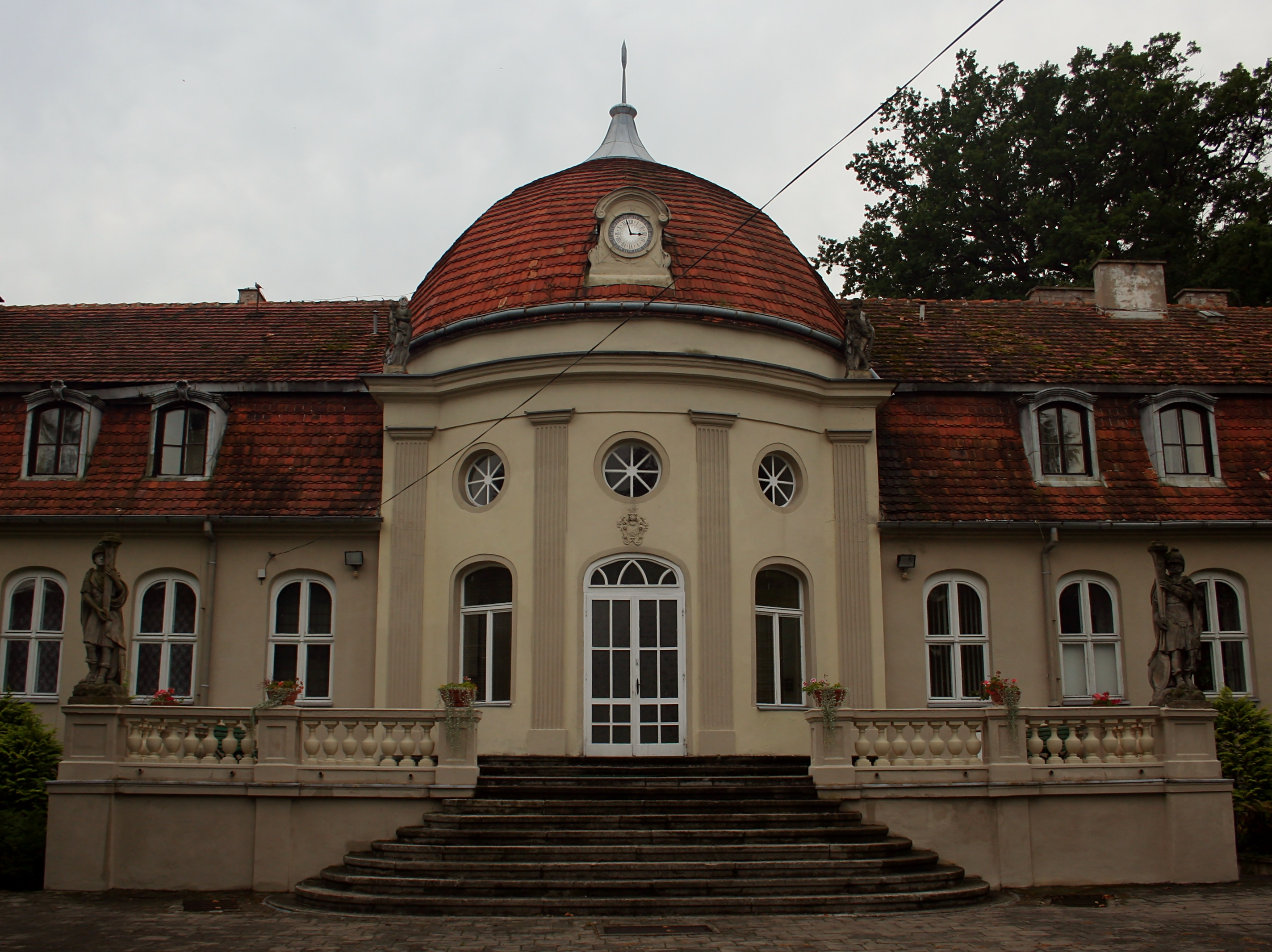
Fasada ogrodowa z herbem Wartenberg
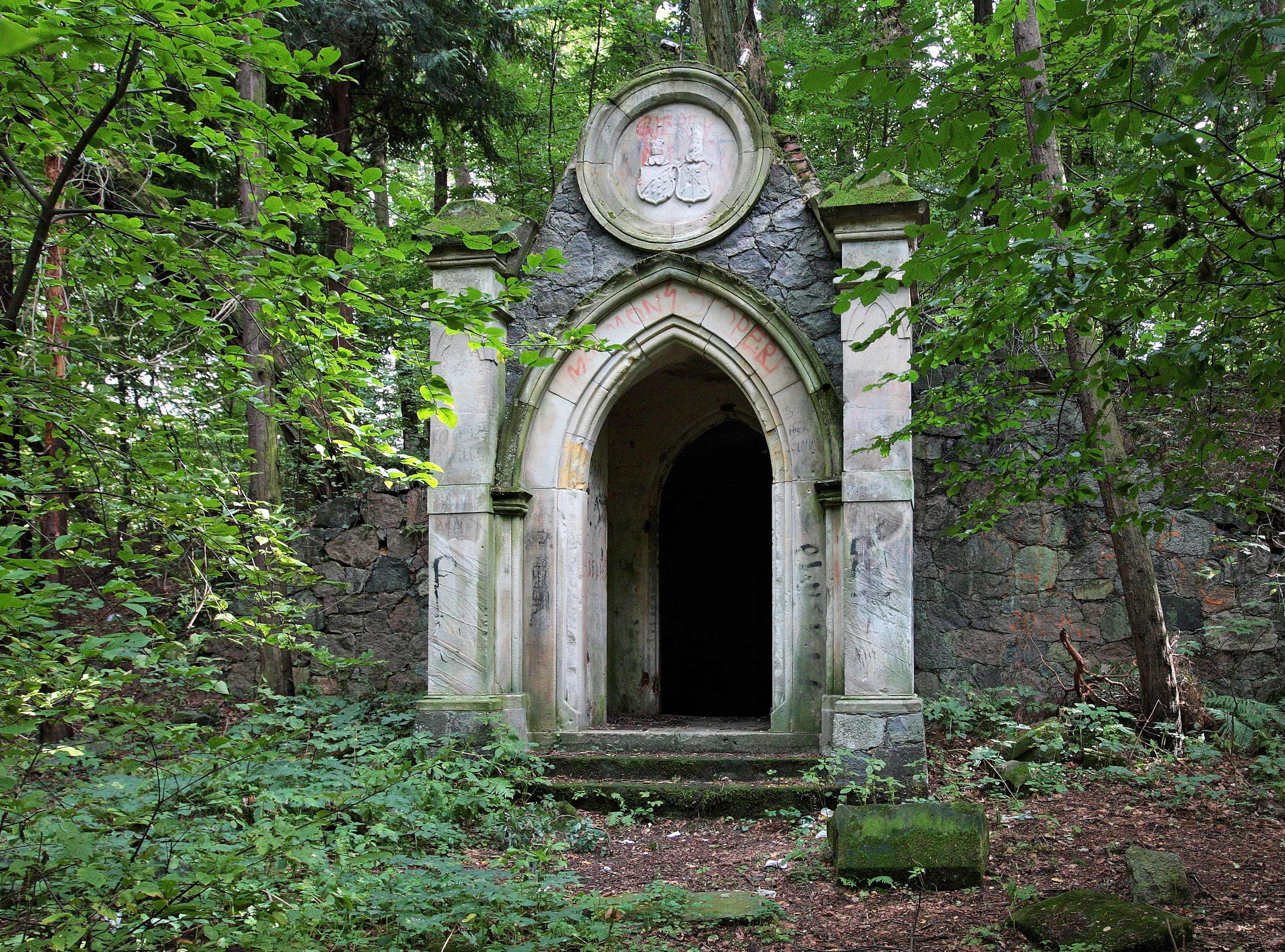
Mauzoleum. Herby: Wartenberg,  Kalckreuth
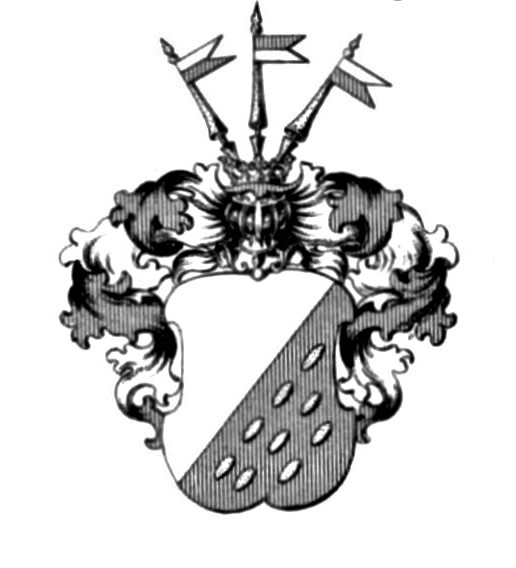
Herb von Wartenberg
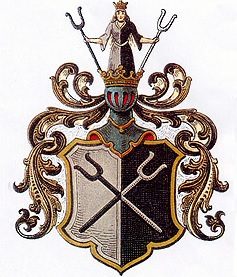
Herb von Kalckreuth
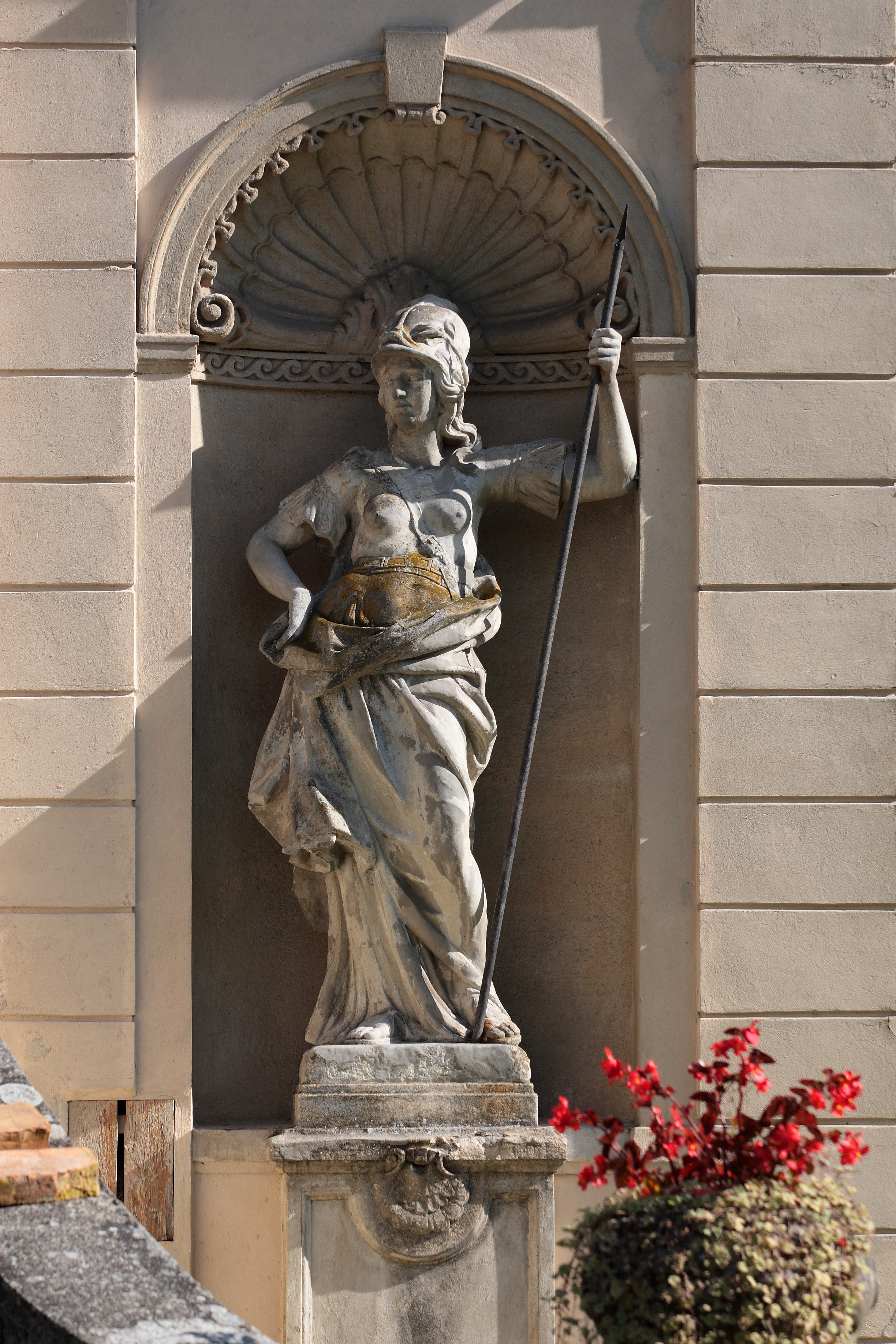
Posąg Ateny w elewacji ogrodowej
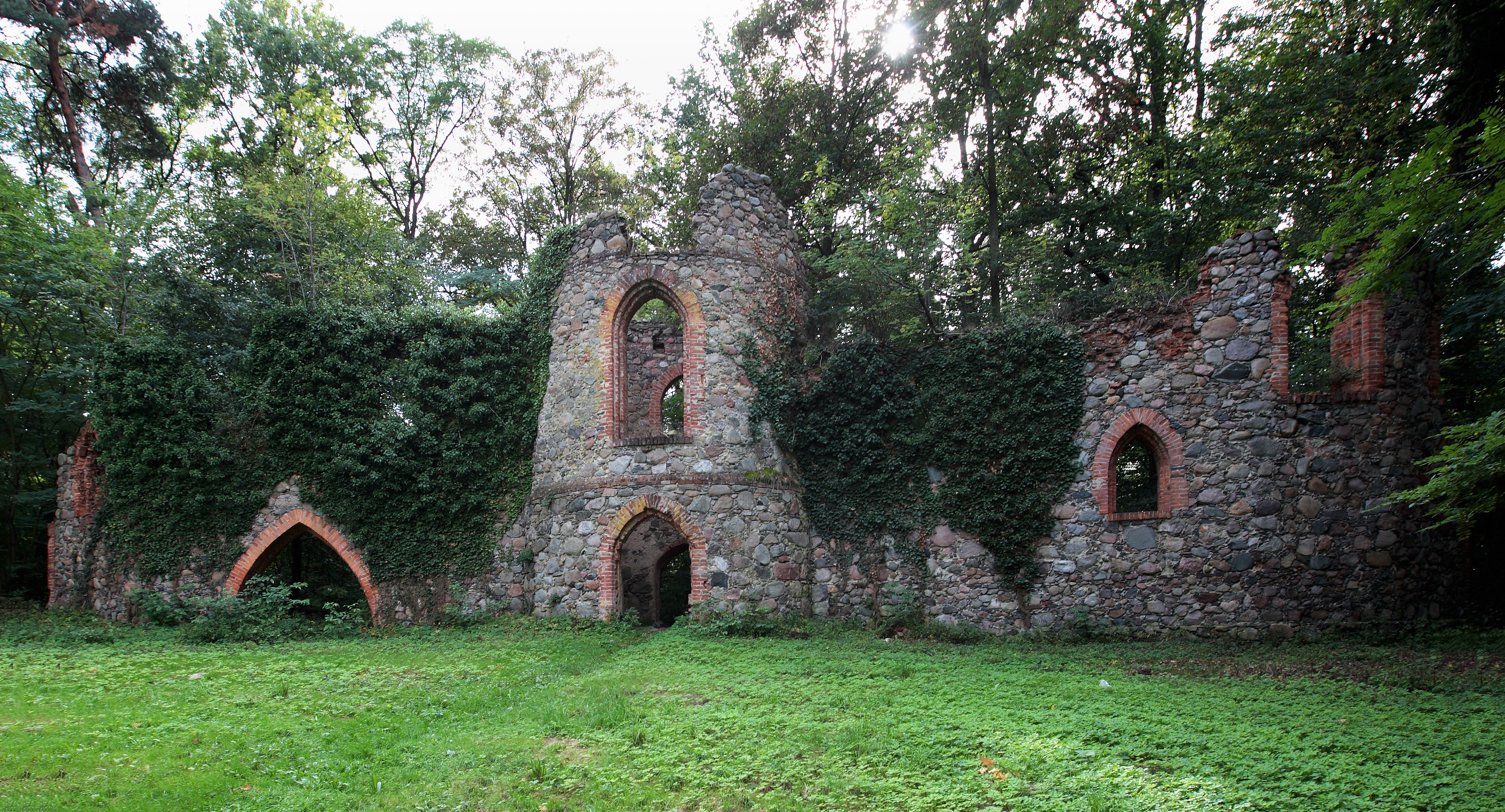
Pawilon parkowy - sztuczna ruina